# Макашов Альберт Михайлович
Альберт Михайлович Макашов (рос. Альбе́рт Миха́йлович Макашо́в, народ. 12 червня 1938, Каширський район, Воронезька область, РРФСР, СРСР) — радянський та російський військовий та політичний діяч. Генерал-полковник (1989), кандидат в Президенти РСФСР (1991), заступник міністра оборони Російської Федерації за версією віце-президента Олександра Руцького (вересень—жовтень 1993). Учасник Серпневого путчу та подій вересня-жовтня у Москві. Член КПРФ с 1993 року.

## Біографія

### Освіта
- В 1957 году закінчив Воронезьке суворовске військове училище.
- В 1960 году закінчив Ташкентське вище загальновійськово-командне училище.
- В 1973 году закінчив Військову академію імені М. В. Фрунзе зі золотою медалю.
- В 1982 году закінив Військова академія Генерального штабу Росії зі золотою медалю.

### Військова служба
Генерал-майор (25.10.1979), генерал-лейтенант (5.11.1985), генерал-полковник (3.5.1989).

## Політична кар'єра
Під час Серпневого путчу, виступав на стороні членів ДКНС для спроби державного перевороту для утримання Радянського Союзу. Після придушення повстання та арешту заколотників, Макашов був звільнений з посту командувача військового округу.

### Конституційна криза 1993
Макашов виступав на стороні Олександра Руцького та Руслана Хасбулатова проти сторони Бориса Єльцина та Віктора Черномирдіна. Макашов керував військами зі захопленням телевежі Останкіно. Після придушення повстання, разом з іншими учасниками був заарештований. Усі особи, які перебували під слідством, були амністовані в лютому 1994 року. 

### Подальша кар'єра
В 1995—1999 та 2003—2007 роках — депутат Держдуми від виборчого округу Самарської області.
Висував кандидатуру на виборах губернатора Самарської області в 2000 році, однак отримав відмову в реєстрації. 

## Погляди
В жовтні 1998 року, Макашов, будучи депутатом Держдуми РФ від Комуністичної партії, провів низьку публічних висловлювань антисемітського тону. 4 жовтня 1998 року на мітингу присвяченого подіям вересня-жовтня в Москві 1993 року, Альберт Макашов пообіцяв "забрати на той світ 10 жидів". Також він висловився в інтерв'ю, що настав час вигнати всіх євреїв з Росії, і добавив що всі економічні проблеми Росії — вина євреїв, і те що деяких з них час відправити до в'язниці.
Голова КПРФ Геннадій Зюганов не лише не засудив антисемітські заяви Макашова, але і підтримав їх, заявивши про сіонізацію російської влади. Висловлення Макашова стали приводом для обговорень в Держдумі, проте резолюція зі засудженням їх, була відкинута — в першу чергу завдяки зусилям комуністів та націоналістів, однак навіть в толерантній партії "Наш дім — Росія", резолюцію підтримали меншн половини її членів.
Був одним з підписантів скандально-відомого Листа 5000 із закликом до Генерального прокурора Росії переглянути діяльність усіх єврейських організацій в Росії через їхні прояви екстремізму проти не євреїв. Серед 500-та підписантів, Альберт Макашов був серед 19 членів Держдуми Росії (5 від Комуністичної партії та 14 з партії "Родіна".
Його висловлювання активно обговорювались в ЗМІ та викликали фурор в російській політиці. Відомий американський публіцист, неонацист, політичний конспіролог, Девід Дюк, в 1999 році відпідав Москву та висловив підтримку Макашову. Російська газета Коммерсантъ опублікувала статю про генерала, назвавший його "зоологічним антисемітом".

## Нагороди
- Орден Червоної зірки
- Орден «За службу Батьківщині в Збройних Силах СРСР» 3-го ступеня